# スルフォロブス属
Sulfolobus（スルフォロブス属、サルフォロバス属）は、陸上の火山や温泉などに広く生息する好気・好酸・好熱性のクレン古細菌の一属である。一時は8種を数えたが、属の分割が進んで2018年現在は3種となっている。
属名は、硫黄を好むこと、細胞表面に頻繁に突出部を形成することから、ラテン語で、硫黄（Sulfur;スルフル）+ 丸・耳たぶ、葉よう（希:lobus;ロブス）という意味になっている。

## 分布

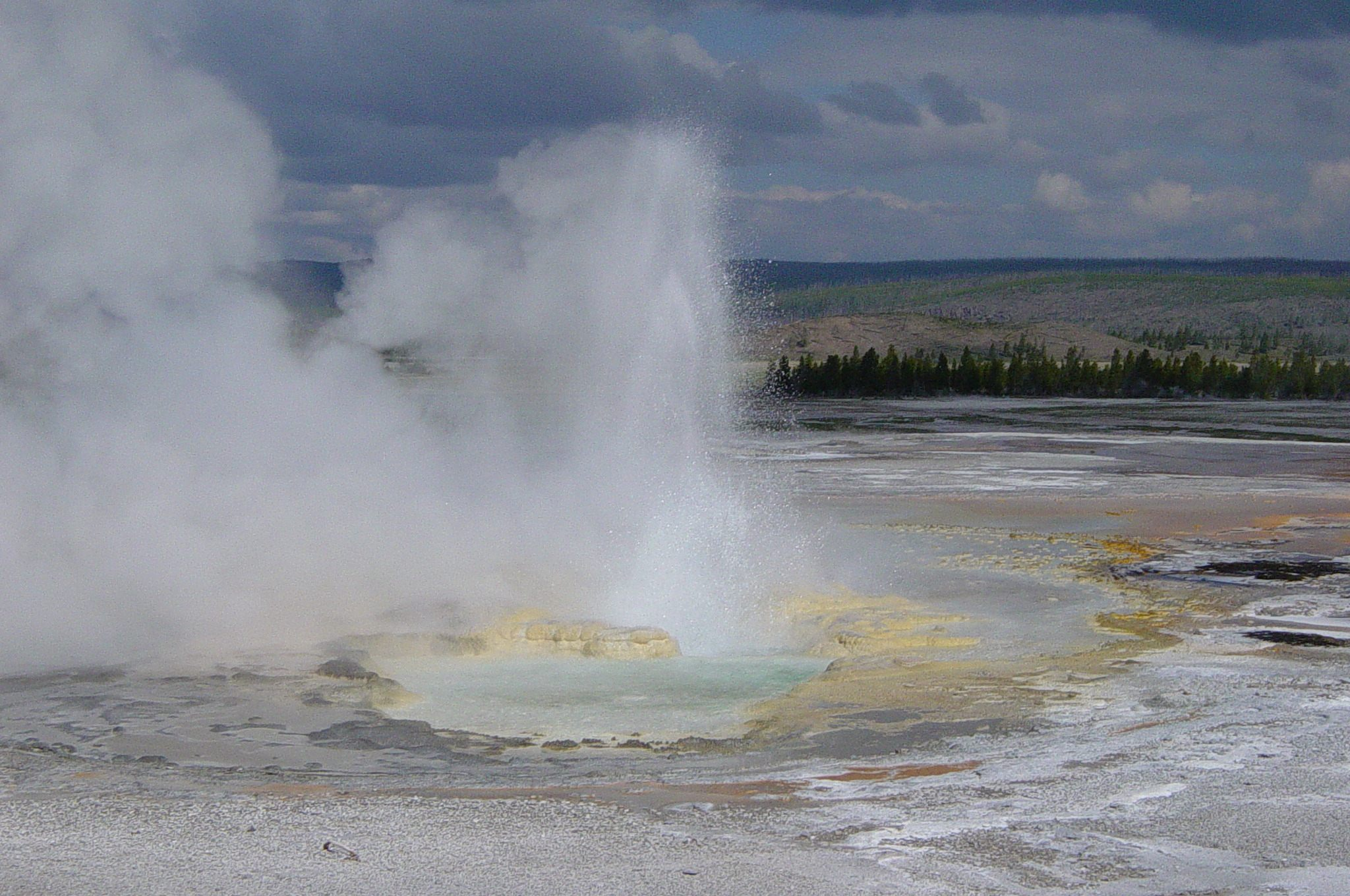
イエローストーン国立公園

高温、低pH、硫黄に富む好気環境に分布する。比較的広範囲に生息する古細菌の一つで、世界中の温泉、火山、噴気孔、硫黄孔から分離されている。
採取や培養が比較的容易で、最初期の報告は1960年代末から1970年代初頭にかけてイエローストーン国立公園やイタリアにおいてなされた。Thermoplasmaと共に、1977年のカール・ウーズによる古細菌界（KIngdom Archaebacteria）提唱以前から知られていた、数少ない好熱性古細菌である。当初はペプチドグリカンを欠く珍しいタイプの細菌と報告された。

## 性質

### 形態
球形に近い不定形、大きさは2μmほど。細胞膜のコア脂質はテトラアーキオールであり、ほぼ完全な脂質一重膜になっている。細胞壁はS層（糖たんぱく質）であり、グラム染色では陰性である。鞭毛を持つ場合が多い。

### 生育条件
生育温度は50-97°C、生育pHは1-6程度。至適増殖温度はおおむね70-85℃、至適pHは2-3の範囲にあるものが多い。既知のクレン古細菌の中では最も好熱性が低いが、何種かは超好熱菌に属しており、同じような好熱好酸菌であるThermoplasma 属（ユーリ古細菌）よりは好熱性が高い（好酸性は低い）。
基質としては硫黄や硫化水素、あるいはアミノ酸や糖類を利用する。これらを酸化して独立または従属栄養的に増殖することができる。

## 利用
好熱性古細菌としては比較的扱いやすく、古細菌のDNA複製、細胞分裂、耐熱タンパク質の研究によく使用される。硫化水素を酸化することができるため、この処理に使われることがある。

## ゲノム
単独の環状のゲノムを持ち、ゲノムサイズは2-3 Mbpの範囲にある。クレン古細菌としては比較的大きなサイズである。
S. acidocaldariusや未記載の"Sulfolobus islandicus"の複数株について全ゲノムが解読されている。